# NGC 220
NGC 220은 태양에서 약 21만 광년 떨어져 있으며, 소마젤란 은하에 속한 산개 성단이다. 큰부리새자리에 위치하며, 1834년 8월 12일, 존 허셜에 의해 발견되었다.

## 같이 보기
- 산개성단
- NGC 1 ~ 999 목록
- 소마젤란 은하